# فيليس فريزر
فيليس فريزر (بالإنجليزية: Phyllis Fraser) هي نجمة اجتماعية وكاتبةللأطفال وكاتِبة وصحفية وناشرة وممثلة أمريكية، ولدت في 13 أبريل 1916 في الولايات المتحدة، وتوفيت في 24 نوفمبر 2006 بنيويورك في الولايات المتحدة. من الجوائز التي نالتها Rachel Carson Award ‏ سنة 2009.

## جوائز
- Rachel Carson Award [الإنجليزية]‏ (2009)

## وصلات خارجية
- فيليس فريزر على موقع IMDb (الإنجليزية)
- فيليس فريزر على موقع ألو سيني (الفرنسية)
- فيليس فريزر على موقع أول موفي (الإنجليزية)
- فيليس فريزر على موقع قاعدة بيانات الأفلام السويدية (السويدية)
- فيليس فريزر على موقع إن إن دي بي (الإنجليزية)
- فيليس فريزر على موقع قاعدة بيانات الفيلم (الإنجليزية)
- فيليس فريزر على موقع كينوبويسك (الروسية)